# カムラン・インス
カムラン・インス（本名：キャームラン・インジェ Kamran İnce, 1960年 - ）はトルコ系アメリカ人の作曲家。
イスタンブール工科大学で作曲を教えている。

『交響曲第2番 Fall of Constantinople』、『交響曲第3番 ウィーン包囲』（1994年 - 1995年）、『交響曲第4番 サルディス』（1999年 - 2000年）、『ドメス』（1993年）、『管弦楽のためのArches』、『ピアノと管弦楽のためのRemembering Lycia』、『ピアノ四重奏のためのFantasie of a Sudden Turtle』、『チェロとピアノのためのTracing』、『ヴァイオリンとピアノのためのLines』、『アルトサクソフォーン、パーカッションとピアノのためのKaç! 』、『ヴァイオリンとピアノのためのKöçekçe』、『IN WHITE』、『Waves of Talya』、『Hammer Music』、『Cross Scintillations』、『Night Passage』、『室内アンサンブルと管弦楽のためのFest』、『2台のピアノのためのSheherazade Alive』、ギター版『MKG Variations』といった曲がこれまでCD化されている。